# ACT ENTERTAINMENT
ACT ENTERTAINMENT（アクトエンターテイメント）は、東京都渋谷区に拠点を置く芸能プロダクション。略称は「ACT」。

## 概要
主にAV女優のマネジメントを手掛けている。2020年1月創業。
Japan production guild（日本プロダクション協会）加盟プロダクション。

## 所属タレント
あいうえお順
- あいかりん[3]
- 愛弓りょう[4]
- 新ありな[5]
- あんづ杏[6]
- 上田紗奈[7]
- 小那海あや
- 木下ひまり
- 桐條紗綾[8]
- 小坂七香[9]
- 黒川晴美
- 佐藤しお[10]
- 白石もも
- 瀬名ひかり
- 高瀬りな
- 通野未帆[11]
- 中条りの[12]
- 七瀬アリス[13]
- 七海那美[14]
- ののか
- 春陽モカ[15]
- 姫咲はな
- 湊すみれ[16]
- 森下ことの
- 藤井リアナ
- 西尾まりな

## 過去の所属モデル
- 高橋りほ[17]
- 滝ゆいな
- 成海美雨